# Cedrorestes crichtoni
Il cedroreste (Cedrorestes crichtoni) è un dinosauro erbivoro appartenente agli ornitopodi. Visse nel Cretaceo inferiore (Barremiano, circa 130 milioni di anni fa) e i suoi resti fossili sono stati ritrovati in Nordamerica (Utah).

## Descrizione
Questo dinosauro è noto per uno scheletro incompleto ritrovato nello Yellow Cat Member della formazione Cedar Mountain, in una roccia calcarea; i resti mostrano segni di danneggiamento prima di essere stati seppelliti, forse a causa di intemperie climatiche o del passaggio di altri animali. I fossili includono frammenti di costole, un osso sacro, l'ilio sinistro e parte di quello destro, il femore destro, il terzo metatarso destro e frammenti di tendini ossificati.
Doveva essere un ornitopode di medie dimensioni, ma non è chiaro se assomigliasse ai dinosauri a becco d'anatra (adrosauridi) o ad altri iguanodonti più basali. In ogni caso, Cedrorestes doveva essere un erbivoro robusto, in grado di muoversi sia a due zampe che a quattro.

## Classificazione
Descritto per la prima volta nel 2007, Cedrorestes è stato inizialmente attribuito agli adrosauroidi, che comprendono i ben noti dinosauri a becco d'anatra del Cretaceo superiore. La caratteristica fondamentale che ha spinto gli autori dello studio a classificare Cedrorestes tra gli adrosauroidi è la presenza di un grande processo osseo che si estende sopra e dietro l'acetabolo e la superficie articolare dell'ischio (una caratteristica condivisa con gli adrosauri). D'altro canto, la presenza di un ilio alto suggerirebbe una parentela con Iguanodon e altri ornitopodi più basali. Il primo studio (Gilpin et al., 2007) considera Cedrorestes il più antico adrosauro noto, molto vicino alla divisione tra adrosauri e iguanodonti più primitivi.

## Significato del nome
Il nome Cedrorestes deriva dal latino cedrus ("cedro", in inglese Cedar) e dal greco oros ("montagna"), più il suffisso greco -etes ("abitante"): il riferimento è alla Cedar Mountain (la "montagna del cedro"), il luogo in cui sono stati ritrovati i fossili. L'epiteto specifico, crichtoni, è in onore di Michael Crichton, l'autore di Jurassic Park e Il mondo perduto.

## Paleobiologia
La struttura del bacino di Cedrorestes indica che questo animale possedeva muscoli delle zampe simili a quelli degli adrosauridi, ma il significato funzionale del cambiamento nella muscolatura di tipo iguanodonte a quello adrosauride (e le conseguenti differenze nel movimento) non è ancora stato chiarito. Interpretazioni dettagliate della paleobiologia di Cedrorestes dovranno attendere nuove scoperte. In ogni caso, questo animale era un rappresentante di una fauna a dinosauri, i cui resti sono stati ritrovati nello Yellow Cat Member, che includevano il celurosauro Nedcolbertia, il dromeosauro gigante Utahraptor, il grande sauropode brachiosauride Cedarosaurus e il corazzato Gastonia. Con tutta probabilità Cedrorestes era una delle prede di Utahraptor, almeno per quanto riguarda gli esemplari giovani.